# Camila Morgado
Camila Ribeiro da Silva (Petrópolis, 12 de abril de 1975), mais conhecida como Camila Morgado, é uma atriz brasileira. Considerada uma das melhores atrizes de sua geração, ela é conhecida por seu trabalho versátil em filmes, séries, novelas e nos palcos. Ela é ganhadora de vários prêmios, incluindo um Prêmio APCA, e dois Prêmios Qualidade Brasil, além ter recebido indicações para um Grande Otelo e dois Prêmios Guarani.
Camila iniciou sua carreira profissional após integrar a Companhia de Ópera Seca de Gerald Thomas, com a peça Ventriloquist, em 2000. Participou de outras produções teatrais com a companhia nos anos subsequentes. Ganhou fama ao interpretar Manuela de Paula Ferreira na minissérie A Casa das Sete Mulheres, seu primeiro personagem na televisão, pelo qual venceu o Prêmio Qualidade Brasil. Sua consolidação veio quando ela interpretou a revolucionária Olga Benário no filme biográfico Olga (2004), pelo qual ela recebeu indicações ao Grande Otelo e ao Prêmio Guarani de Melhor Atriz.
Sua primeira novela foi América (2005), da TV Globo, onde ela se destacou como a vilã Miss May, sendo indicada ao Melhores do Ano e Prêmio Contigo! de Melhor Atriz Coadjuvante. Em 2013 mostrou sua versatilidade ao interpretar o papel cômico de Jane na franquia de filmes Até que a Sorte nos Separe, um grande sucesso de bilheteria. Ela continuou a receber elogios da crítica por seus papéis nos dramas televisivos O Canto da Sereia (2013) e O Rebu (2014). Ela recebeu indicação ao Prêmio Guarani por interpretar Verônica no filme de terror O Animal Cordial (2017).
Camila recebeu aclamação da crítica por seu desempenho como a esposa de um serial-killer, Janete, na série Bom Dia, Verônica, da Netflix. Por sua performance de intensa carga dramática nesse suspense, ela venceu o Prêmio APCA de Melhor Atriz de Televisão. Em 2022 emendou dois grandes projetos com suas interpretações como a retraída Irma na novela Pantanal, da TV Globo, e como a advogada Heloísa na série Sentença, da Amazon Prime Video.

## Biografia
Nasceu na cidade de Petrópolis, região serrana do Rio de Janeiro, filha de um comerciante com uma dona de casa.
Logo cedo decidiu que queria ser atriz. Estudou teatro com Monah Delacy, atriz e mãe de Christiane Torloni. Aos 17 anos, após concluir o segundo grau, mudou-se para a capital do estado, onde estudou na Casa das Arte de Laranjeiras, onde seu espetáculo de conclusão de curso foi "Graal, Um Retrato de Fausto Quando Jovem" (1997), protagonizado por Bete Coelho, com texto e direção de Gerald Thomas. Fez faculdade na UNIRIO, porém não concluiu. Foi morar em São Paulo, onde aprofundou seus estudos de interpretação com o diretor paulista Antunes Filho. Nessa época, chegou a trabalhar como garçonete para pagar seus cursos.

## Carreira
Integrou a Companhia de Ópera Seca de Gerald Thomas, com quem começou a fazer teatro profissional: "Ventriloquist" (2000 - RJ, SP e Circuito Mundial), "Nietzsche Contra Wagner" (2000 - RJ e SP), "Esperando Beckett" (2000 - RJ e Turnê Nacional), protagonizado por Marília Gabriela, e "O Príncipe de Copacabana" (2001 - RJ e Turnê Nacional), protagonizado por Reynaldo Gianecchini.
Em 2000, estave em cartaz com um espetáculo no teatro ao lado do ator João Falcão e assim foi vista pelo diretor Jayme Monjardim, que gostou do seu trabalho e a convidou para fazer testes para a novela O Clone. Com a oportunidade, mostrou-se bem aplicada e fotogênica e, apesar de ter sido aprovada, acabou não participando da novela. No entanto, foi reservada para a minissérie A Casa das Sete Mulheres, que viria a ser exibida em 2003. Logo no seu papel de estreia carregou o peso e a responsabilidade de interpretar uma protagonista, a doce Manuela, e chamou atenção pelo seu talento e beleza. Na minissérie, que foi um grande sucesso de crítica e público, Manuela costuma ter presságios e, em um desses, vê que o grande amor da sua vida está a caminho da estância em que mora com a família, o guerrilheiro Giuseppe Garibaldi. Porém, mesmo prometida a seu primo Joaquim e tendo sido criada sob rígidos costumes por sua mãe, rejeitou a ideia do casamento forçado e entregou sua honra a Garibaldi, que logo partiu para a guerra ao lado de seu tio Bento. Nas batalhas, seu amado conheceu e apaixonou-se pela guerrilheira Anita.
No ano seguinte, fez uma participação especial na minissérie Um Só Coração, no papel da atriz Cacilda Becker, uma das pioneiras do teatro brasileiro. Também nesse ano, viveu um dos papéis mais marcantes de sua carreira, a personagem título do filme Olga. Olga Benário foi uma jovem comunista alemã, judia e companheira de Luiz Carlos Prestes, que terminou morta, após ser deportada para a Alemanha. O filme foi uma adaptação do livro de Fernando Morais. Em total entrega ao trabalho, raspou a cabeça e emagreceu sete quilos para as cenas do campo de concentração.
Em 2005, atuou em sua primeira novela, América. Na trama, interpretou sua primeira vilã, a professora estaduniense Miss May. Noiva de Ed, vê seus planos de se casar com ele irem por água abaixo com a chegada da estrangeira Sol para realizar o sonho de trabalhar fora. Com isso, May torna-se a principal figura antagônica do casal. Também participou do documentário Vinícius, onde recitava poemas do poeta ao lado do ator Ricardo Blat.
Em 2006, integrou o elenco da minissérie JK, no papel de uma jornalista lésbica e de esquerda, Ana Rosenberg, que nutre uma paixão proibida por outra mulher, Marisa, amante do presidente Juscelino. Jornalista paulista e judia, trabalha no jornal de Assis Chateaubriand e tem a missão de contextualizar de maneira didática o momento político da época. Além disso, muito se falou sobre a questão da mudança da imagem da mulher no cenário social, pois é moderna, trabalha, é independente e tem uma grande bagagem cultural.

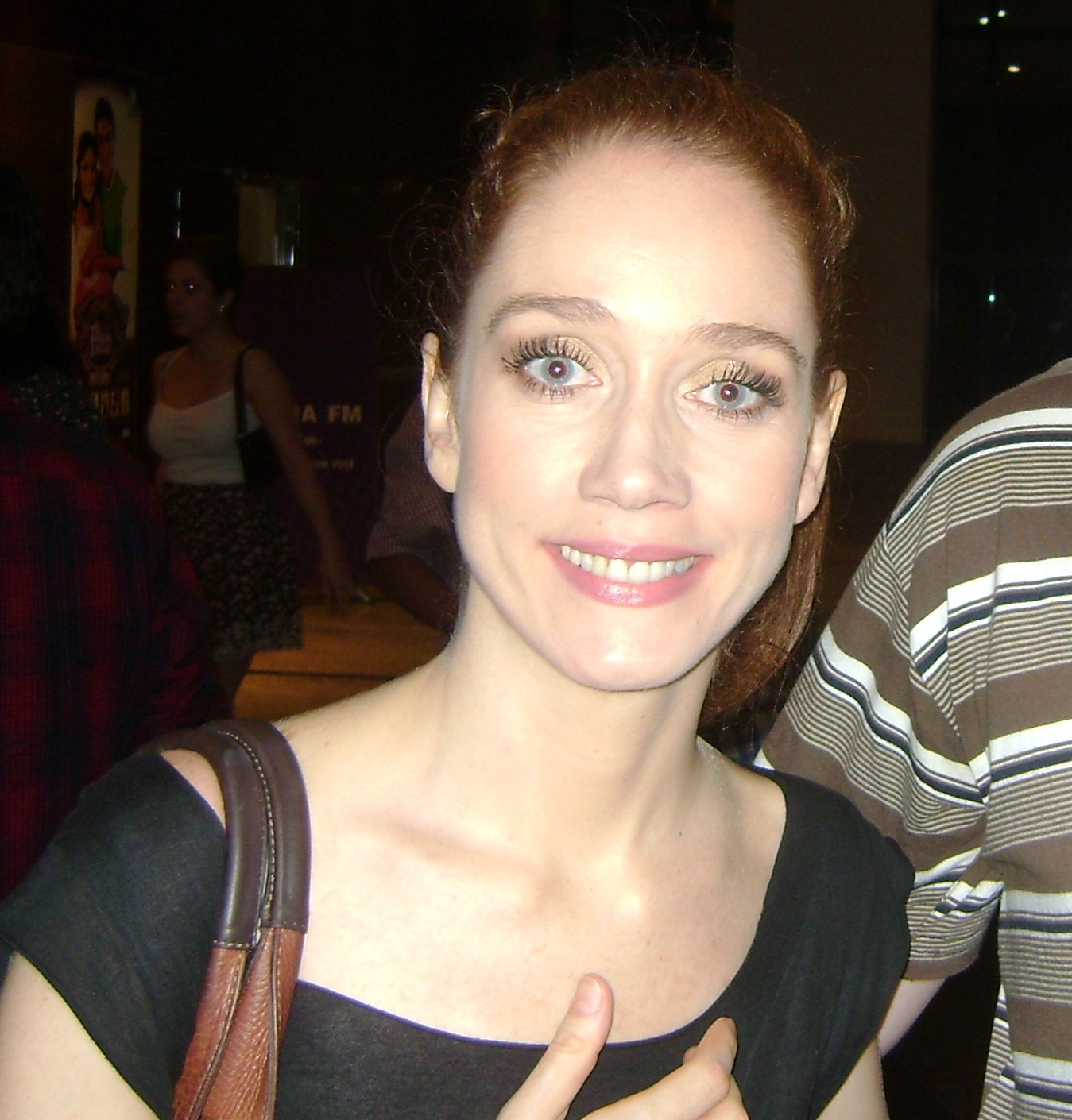
Camila após a apresentação da peça Igual a Você, em 2011

A partir de então, entra em vigor o primeiro período sabático de sua carreira televisiva na TV aberta, interrompido somente por participações na linha de shows da Rede Globo. Nesse intervalo estreou como apresentadora do Faixa Comentada no canal Futura e protagonizou o musical Doce Deleite, dirigida pela atriz Marília Pera. Em 2009, retornou as novelas em Viver a Vida, interpretando pela segunda vez uma jornalista, dessa vez uma âncora de televisão com especialidade em economia. Malu Trindade foi seu primeiro papel cômico na TV.
Mais uma vez, afastou-se da telinha para se dedicar a projetos paralelos no teatro, retornando somente em 2012. Com a desistência de Juliana Paes em atuar na novela Avenida Brasil, Camila a substituiu, dando vida à bióloga hippie Noêmia. Casada com Cadinho, descobre ser apenas mais uma esposa entre outras duas relações extraconjugais do marido empresário. Antes disso, substituiu Christine Fernandes no programa Saia Justa do canal a cabo GNT. Também participou de dois capítulos da minissérie Amor em 4 Atos. No teatro, esteve em cartaz com duas peças, entre elas Palácio do Fim, que trata do Iraque.
Em 2013, interpretou pela segunda vez uma lésbica na televisão. Na minissérie O Canto da Sereia, foi a empresária de Sereia, musa do pop axé que sofre um atentado misterioso e morre. Ainda em 2013, fez uma participação especial na série A Grande Família, no qual interpretou Cris, uma ex-namorada de Tuco na adolescência, que se tornou lésbica.
No final de 2013, a atriz encarnou uma personagem já vivida pela atriz Danielle Winits no longa Até que a Sorte nos Separe 2. Normalmente associada a personagens dramáticas, Camila Morgado não se intimidou ao ser convocada para interpretar a protagonista Jane de Até que a Sorte nos Separe 2, depois que conflitos de agenda impediram Danielle Winits de repetir o papel da comédia de maior público de 2012, vista por 3,5 milhões de espectadores. "As pessoas sempre me relacionam a personagens com uma carga dramática muito forte e poder participar dessa comédia foi uma presente", disse Morgado durante entrevista coletiva sobre o filme em São Paulo. "Adorei o trabalho da Dani no primeiro filme, mas não passou pela minha cabeça imitá-la. Me fixei fortemente no roteiro. Jane é uma mulher de família e que ama muito o marido. Pensei em construí-la assim". Em 2014, interpretou Sara Xerxes, uma mulher que, desiludida da rotina, encontra um novo sentido para sua vida: vingar-se de todos os seus ex-namorados, na série do Multishow Por Isso Eu Sou Vingativa. No mesmo ano, viveu a solteira rica e baladeira, Maria Angélica, no remake de O Rebu. Em 2018, interpretou a professora Gabriela a protagonista adulta da vigésima sexta temporada do seriado adolescente Malhação denominada Malhação: Vidas Brasileiras.
Em 2023, após um hiato de 11 anos, a atriz retornou aos palcos, na nova montagem da pexa A Falecida, de Nelson Rodrigues, no papel da protagonista, Zulmira, uma mulher pobre, com tuberculose. Frustrada, ela planeja seu luxuoso enterro.

## Publicidade
Desde 2023, Camila Morgado estrela a campanha publicitária televisiva da cooperativa de crédito Cresol.

## Vida pessoal
Namorou o ator Hugo Resende durante a novela Viver a Vida. Depois, iniciou relacionamento com o ator e diretor de teatro Ernesto Piccolo, que a dirigiu em uma peça. Por fim, após ser apontada como pivô da separação da cantora Fernanda Abreu com o designer Luiz Stein, assumiu a relação para a mídia, a relação durou entre meados de 2012 e início de 2013.
Em 2014, a atriz afirmou ter congelado seus óvulos para, futuramente, ser mãe.

## Filmografia

### Televisão
| Ano  | Título                      | Personagem                             | Notas                                           |
| ---- | --------------------------- | -------------------------------------- | ----------------------------------------------- |
| 2003 | A Casa das Sete Mulheres    | Manuela de Paula Ferreira              |                                                 |
| 2004 | Um Só Coração               | Cacilda Becker                         |                                                 |
| 2005 | América                     | May Silver (Miss May)                  |                                                 |
| 2006 | JK                          | Ana Rosenberg                          |                                                 |
| 2007 | Faixa Comentada             | Apresentadora                          |                                                 |
| 2008 | Dicas de um Sedutor         | Cristina                               | Episódio: "Maktub"                              |
| 2008 | Casos e Acasos              | Juliana                                | Episódio: "O Diagnóstico, o Fetiche e a Bebida" |
| 2008 | Faça Sua História           | Maníaca da Tesoura                     | Episódio: "A Matadora"                          |
| 2009 | Viver a Vida                | Maria Lúcia da Trindade (Malu)         |                                                 |
| 2011 | Amor em 4 Atos              | Selma                                  | Episódio: "Folhetim" Episódio: "Vitrines"       |
| 2011 | Saia Justa                  | Apresentadora                          | Temporada 10                                    |
| 2012 | As Brasileiras              | Vitória                                | Episódio: "A Apaixonada de Niterói"             |
| 2012 | Avenida Brasil              | Noêmia Buarque Queirós                 |                                                 |
| 2013 | O Canto da Sereia           | Mara Moreira                           |                                                 |
| 2013 | A Grande Família            | Cris                                   | Episódio: "Cenas de um Descasamento"            |
| 2014 | Por Isso Eu Sou Vingativa   | Sara Xerxes                            |                                                 |
| 2014 | O Rebu                      | Maria Angélica Garcez                  |                                                 |
| 2014 | Gentalha                    | Lúcia                                  | Episódio: "O Vampiro"                           |
| 2015 | Babilônia                   | Celeste                                | Episódio: "21 de maio"                          |
| 2016 | A Lei do Amor               | Vitória Costa Leitão Noronha           |                                                 |
| 2018 | Malhação: Vidas Brasileiras | Gabriela Santos                        | Temporada 26                                    |
| 2019 | Hebe                        | Rita Lee                               | Episódio: "7"                                   |
| 2020 | Bom Dia, Verônica           | Janete Cruz                            |                                                 |
| 2022 | Pantanal                    | Irma Braga Novaes                      |                                                 |
| 2022 | Sentença                    | Heloísa                                |                                                 |
| 2023 | Oscar                       | Comentarista                           |                                                 |
| 2024 | Renascer                    | Iolanda Martinez Gouveia (Dona Patroa) |                                                 |

### Cinema
| Ano  | Título                                         | Personagem                   |
| ---- | ---------------------------------------------- | ---------------------------- |
| 2004 | Olga                                           | Olga Benário                 |
| 2005 | Vinícius                                       | Leitora do poema             |
| 2013 | Até que a Sorte nos Separe 2                   | Janine "Jane" Mendes Peixoto |
| 2015 | Até Que A Sorte Nos Separe 3: A Falência Final | Janine "Jane" Mendes Peixoto |
| 2015 | Bem Casados                                    | Penélope                     |
| 2017 | Vergel                                         | Mulher                       |
| 2017 | O Animal Cordial                               | Verônica                     |
| 2017 | Divórcio                                       | Noeli                        |
| 2018 | Albatroz                                       | Renée                        |
| 2019 | Domingo                                        | Bete                         |

## Teatro
| Ano  | Título                   | Personagem         |
| ---- | ------------------------ | ------------------ |
| 2000 | Ventriloquist            |                    |
| 2000 | Nietzsche Contra Wagner  | Nadja              |
| 2000 | Esperando Beckett        |                    |
| 2001 | O Príncipe de Copacabana | Cacilda            |
| 2006 | Paixão de Cristo         | Maria              |
| 2008 | Doce Deleite             | Vários personagens |
| 2011 | Igual a Você             | Vários personagens |
| 2011 | Palácio do Fim           | Lynndie England    |
| 2023 | A Falecida               | Zulmira            |

## Prêmios e indicações
| Ano  | Prêmio                              | Categoria                                          | Nomeações                | Resultado |
| ---- | ----------------------------------- | -------------------------------------------------- | ------------------------ | --------- |
| 2003 | Prêmio Qualidade Brasil - SP        | Melhor Atriz Revelação                             | A Casa das Sete Mulheres | Indicada  |
| 2003 | Prêmio Qualidade Brasil - RJ        | Melhor Atriz Revelação                             | A Casa das Sete Mulheres | Venceu    |
| 2003 | Prêmio Conta Mais                   | Atriz Revelação                                    | A Casa das Sete Mulheres | Venceu    |
| 2003 | Prêmio TV Press                     | Atriz Revelação                                    | A Casa das Sete Mulheres | Venceu    |
| 2003 | Melhores do UOL e PopTevê           | Atriz Revelação                                    | A Casa das Sete Mulheres | Indicada  |
| 2003 | Prêmio Babado IG                    | Astro Revelação                                    | A Casa das Sete Mulheres | Indicada  |
| 2003 | Prêmio Austregésilo de Athayde      | Atriz Revelação                                    | A Casa das Sete Mulheres | Venceu    |
| 2004 | Prêmio Contigo! de TV               | Melhor Atriz Revelação                             | A Casa das Sete Mulheres | Venceu    |
| 2004 | Prêmio Contigo! de TV               | Melhor Par Romântico (com Thiago Lacerda)          | A Casa das Sete Mulheres | Indicada  |
| 2004 | Prêmio Qualidade Brasil             | Melhor Atriz de Cinema                             | Olga                     | Venceu    |
| 2005 | Grande Prêmio do Cinema Brasileiro  | Melhor Atriz                                       | Olga                     | Indicada  |
| 2005 | Prêmio ACIE de Cinema               | Melhor Atriz                                       | Olga                     | Indicada  |
| 2005 | Prêmio Guarani de Cinema Brasileiro | Melhor Atriz                                       | Olga                     | Indicada  |
| 2005 | Festival SESC de Melhores Filmes    | Melhor Atriz                                       | Olga                     | Venceu    |
| 2005 | Prêmio 100%Video                    | Melhor Atriz                                       | Olga                     | Venceu    |
| 2005 | Blockbuster Entertainment Awards    | Melhor Revelação Feminina                          | Olga                     | Venceu    |
| 2005 | Melhores do Ano                     | Melhor Atriz Coadjuvante                           | América                  | Indicada  |
| 2006 | Prêmio Contigo! de TV               | Melhor Atriz Coadjuvante                           | América                  | Indicada  |
| 2011 | Prêmio Arte Qualidade Brasil        | Melhor Atriz de Espetáculo Drama                   | Palácio do Fim           | Indicada  |
| 2014 | Prêmio Contigo! de TV               | Melhor Atriz de Série/Minissérie                   | O Canto da Sereia        | Indicada  |
| 2014 | Prêmio Quem de Televisão            | Melhor Atriz Coadjuvante                           | O Rebu                   | Indicada  |
| 2015 | Prêmio Contigo! de TV               | Melhor Atriz Coadjuvante                           | O Rebu                   | Indicada  |
| 2019 | Prêmio Guarani do Cinema Brasileiro | Melhor Atriz Coadjuvante                           | O Animal Cordial         | Indicada  |
| 2020 | Festival Sesc Melhores Filmes       | Melhor Atriz Nacional                              | Domingo                  | Indicada  |
| 2020 | Prêmio Contigo! de TV               | Melhor Atriz Coadjuvante de Novela/Série           | Bom Dia, Verônica        | Venceu    |
| 2020 | Prêmio F5                           | Melhor Atriz de Série Dramática                    | Bom Dia, Verônica        | Indicada  |
| 2020 | Prêmio The Brazilian Critic         | Melhor Atriz Coadjuvante em Série de Drama         | Bom Dia, Verônica        | Venceu    |
| 2020 | SB Awards                           | Melhor Atriz Brasileira                            | Bom Dia, Verônica        | Indicada  |
| 2020 | Splash Awards                       | Melhor Atriz                                       | Bom Dia, Verônica        | Indicada  |
| 2020 | Melhores do Ano NaTelinha           | Melhor Atriz                                       | Bom Dia, Verônica        | Indicada  |
| 2020 | Melhores do Ano Minha Novela        | Melhor Atriz de Série ou Minissérie                | Bom Dia, Verônica        | Indicada  |
| 2020 | Pena de Prata                       | Melhor Elenco em Série de Drama                    | Bom Dia, Verônica        | Indicada  |
| 2020 | Pena de Prata                       | Melhor Atriz Coadjuvante em Drama                  | Bom Dia, Verônica        | Venceu    |
| 2020 | Prêmio APCA de Televisão            | Melhor Atriz                                       | Bom Dia, Verônica        | Venceu    |
| 2021 | Prêmio Platino                      | Melhor Interpretação Feminina Coadjuvante em Série | Bom Dia, Verônica        | Indicada  |
| 2022 | Melhores do Ano                     | Atriz Coadjuvante                                  | Pantanal                 | Indicada  |
| 2023 | Prêmio Fita de Teatro               | Melhor Atriz                                       | A Falecida               | Indicada  |
| 2024 | Prêmio Noticiasdetv.com             | Melhor Atriz Coadjuvante                           | Renascer                 | Pendente  |
| 2024 | Prêmio Área VIP                     | Melhor Personagem                                  | Renascer                 | Pendente  |